# Синт-Анна-тер-Мёйден
Синт-Анна-тер-Мёйден (нидерл. Sint Anna ter Muiden) — город в общине Слёйс (нидерландская провинция Зеландия).
Населённый пункт был основан не позже конца XII века, в 1242 году Томас II Савойский и Жанна I Фландрская присвоили ему статус города. До 1880 года Синт-Анна-тер-Мёйден была отдельной коммуной, после стал частью общины Слёйс.
В настоящее время город находится на границе с Бельгией, на его территории находится самая западная точка страны. Население — 50 человек (2006), в Нидерландах есть лишь один населённый пункт (Ставерден) со статусом города, где население меньше.
В городе сохранилась готическая церковь XIV века.

## Иллюстрации

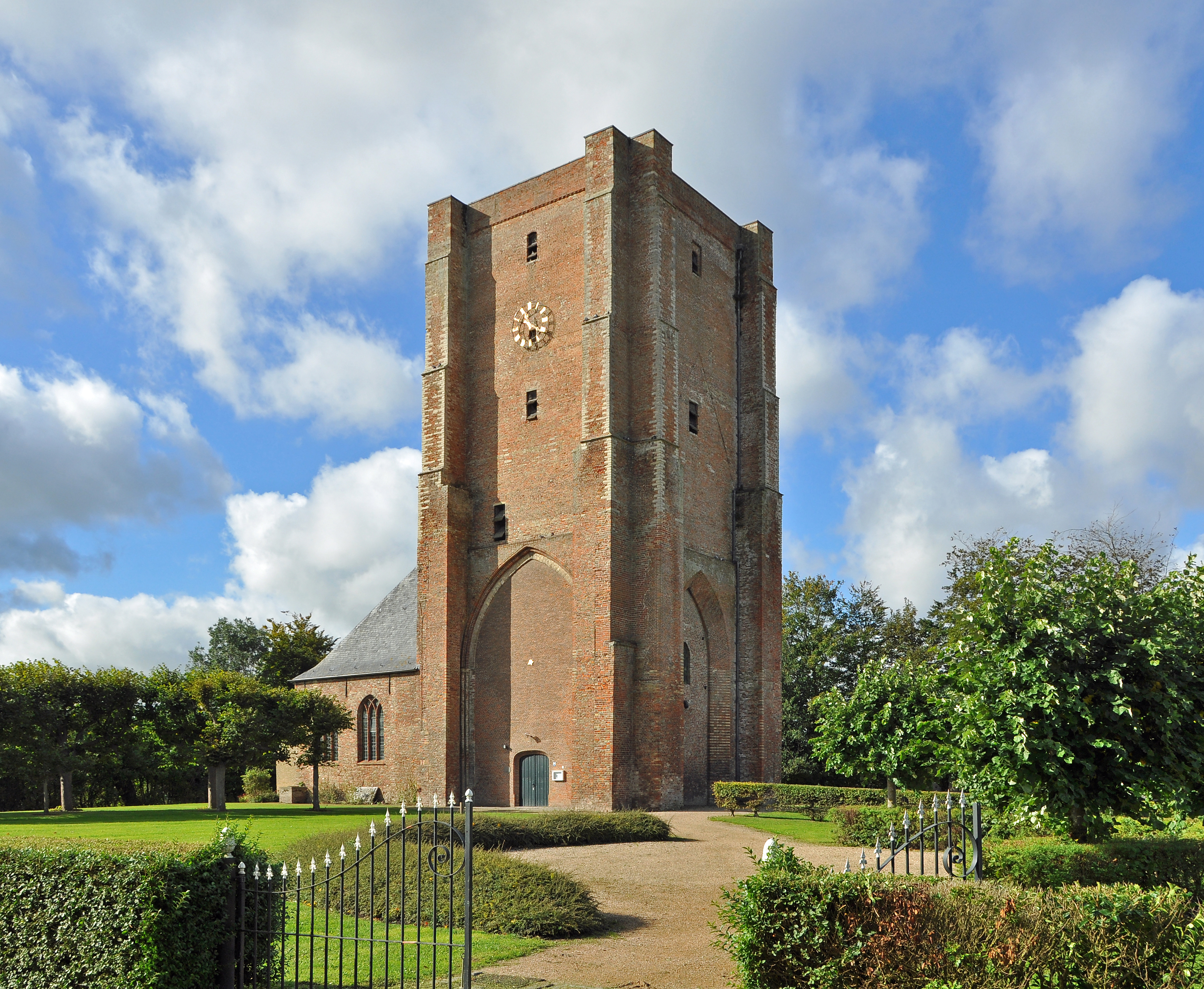
Церковь XIV века
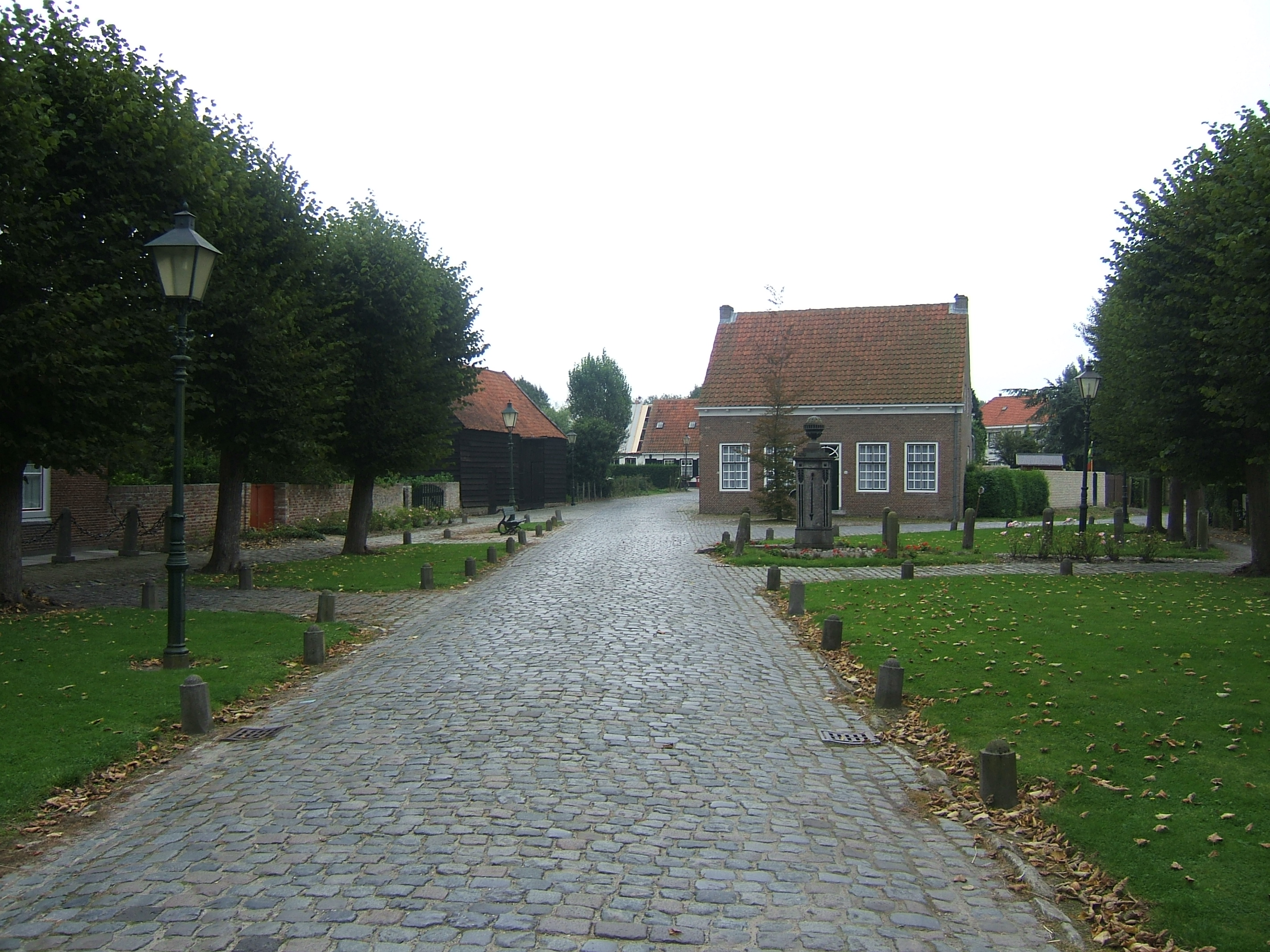
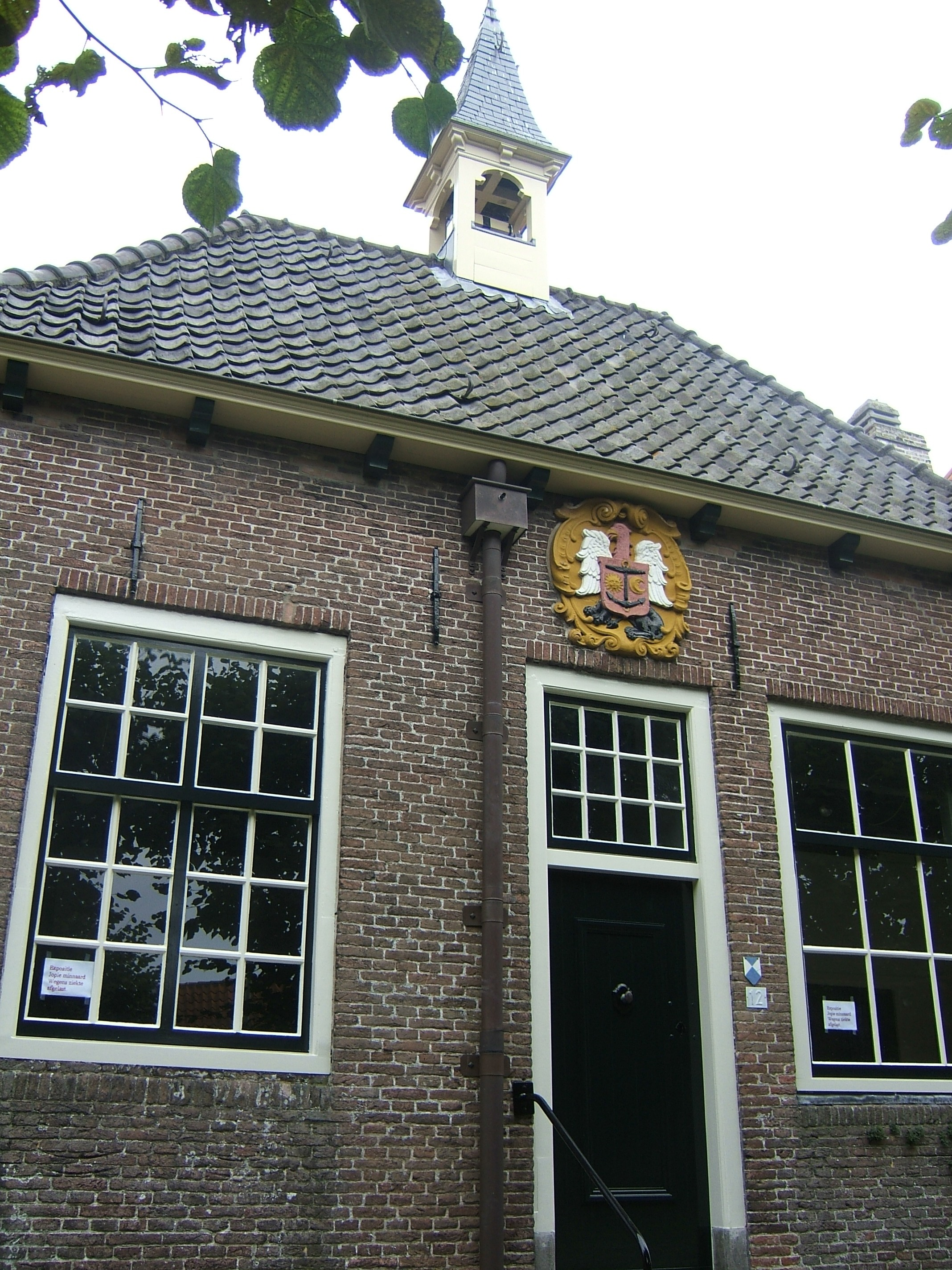